# Korbach
Korbach (früher auch Corbach geschrieben, bahnamtlich bis zum 1. Februar 1935) ist die Kreisstadt des Landkreises Waldeck-Frankenberg in Hessen. Sie trägt seit dem 28. Juni 2013 die amtliche Zusatzbezeichnung Hansestadt.

## Geografie

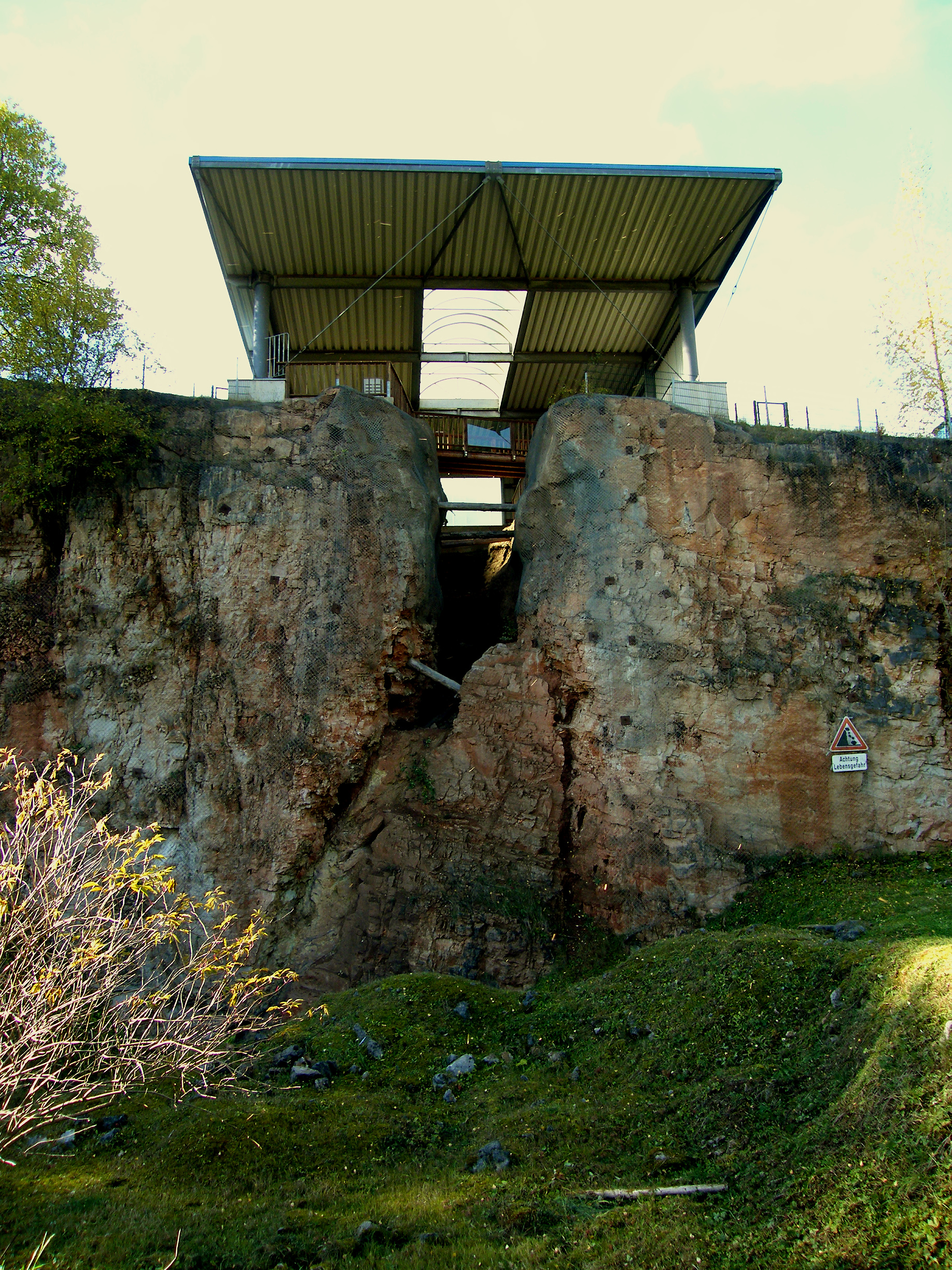
Korbacher Spalte

Korbach liegt im Waldecker Gefilde, einer Feldlandschaft im Zechsteingürtel zwischen dem Rheinischen Schiefergebirge im Westen und dem Waldecker Wald im Osten. Die westlichen Stadtteile befinden sich im Ostsauerländer Gebirgsrand.
Der mit etwa 625 m höchste Punkt des Korbacher Stadtgebiets befindet sich im äußersten Nordwesten, an der Südflanke des bereits zum Rothaargebirge gezählten  Widdehagen, dessen 635 m erreichender Gipfel allerdings schon im Gebiet der Nachbargemeinde Diemelsee liegt. Landschaftliches Wahrzeichen der Stadt ist jedoch der für seinen Reichtum an goldhaltigen Erzen bekannte Eisenberg (560 m) westlich der Kernstadt. Die Kernstadt wird vom Kuhbach (umgangssprachlich „Die Kuhbach“) durchflossen, welcher südlich des Stadtgebietes in die Itter und dann weiter über Eder und Fulda in die Weser entwässert; der Norden der Stadt entwässert demgegenüber über die Twiste zur Diemel. Mit einer Altstadthöhe von 366 bis 392 m. ü. NHN ist Korbach die höchstgelegene Kreisstadt Hessens.
Aus der Korbacher Spalte, einer vor über 250 Millionen Jahren entstandenen, im Oberperm verfüllten und in einem Kalksteinbruch südlich Korbachs aufgeschlossenen Erdbebenspalte, wurden bedeutende Fossilienfunde ergraben. Dazu zählen die einzigen auf der Nordhalbkugel gefundenen Skelettteile eines Procynosuchus (auch „Korbacher Dackel“ genannt).
Ihrer Lage im Waldecker Gefilde, das früher reich an Rebhühnern war, verdanken die Einwohner der Stadt den historischen Spottnamen „Feldhühnerchen“.

### Nachbargemeinden
Die Nachbargemeinden der Stadt Korbach sind Diemelsee, Lichtenfels, Twistetal, Vöhl, Waldeck und Willingen (Upland), alle im Landkreis Waldeck-Frankenberg, sowie Medebach (im Hochsauerlandkreis in Nordrhein-Westfalen).

### Stadtgliederung
Korbach besteht aus der Kernstadt und 14 weiteren Stadtteilen. Neben der Kernstadt liegen nur die südöstlichen Ortsteile Meineringhausen, Nieder-Ense und Strothe auf der Waldecker Tafel, die übrigen hingegen in den Tälern oder auf den Anhöhen des hier auslaufenden Rothaargebirges.
| Stadtteil           | Einwohner, 30. Juni 2023 |
| ------------------- | ------------------------ |
| Alleringhausen      | 00.071                   |
| Eppe                | 00.607                   |
| Goldhausen          | 00.296                   |
| Helmscheid          | 00.176                   |
| Hillershausen       | 00.255                   |
| Korbach (Kernstadt) | 18.851                   |
| Lelbach             | 00.620                   |
| Lengefeld           | 00.481                   |
| Meineringhausen     | 00.972                   |
| Nieder-Ense         | 00.255                   |
| Nieder-Schleidern   | 00.176                   |
| Nordenbeck          | 00.192                   |
| Ober-Ense           | 00.185                   |
| Rhena               | 00.540                   |
| Strothe             | 00.240                   |

## Geschichte

### Frühgeschichte
Über die Herkunft und Bedeutung des Stadtnamens werden verschiedene Ansichten vertreten. Einigkeit herrscht, dass der Name altsächsischen Ursprungs ist. Die älteste Form lautet Curbecki (980). Einer Auffassung zufolge soll die erste Silbe aus dem mittelniederdeutschen „kurren, korren“ gebildet worden sein, was so viel wie das Murmeln eines Baches bedeutet. Nach anderer Ansicht leitet sich die Silbe „Cor“ oder „Cur“ von „Kür“ und „küren“ ab, was „Wahl“ bzw. „wählen“ bedeutet. Demnach handelte es sich bei Korbach um einen am Bache gewählten Platz, möglicherweise auch um einen Versammlungsort an einem Bach, an dem das Volk einen Anführer wählte.
Curbechi wurde urkundlich erstmals im Jahre 980 erwähnt, als der damalige König und spätere Kaiser Otto II. Korbach, Lelbach, Rhena und drei weitere Orte im damaligen Ittergau, unter Hinzuziehung des Grafen Asicho vom Ittergau und Nethegau als Zeugen, im Tausch gegen die Gemarkungen Meginrichesdorpf und Memleben im Hassegau an das Kloster Corvey abgab. Erste Siedlungsspuren im Bereich der Kilianskirche werden aber mittlerweile auf die Zeit vor Karl dem Großen datiert, so soll hier ein sächsischer Edelhof gestanden haben. Auch auf dem übrigen Stadtgebiet gibt es Hinweise auf frühzeitliche Besiedlungen, so z. B. auf dem Wipperberg bei Lengefeld.

### Mittelalter und Frühe Neuzeit
Im Jahr 1188 verlieh der Paderborner Bischof Bernhard II. Korbach das Soester Stadtrecht. Auf Grund der Lage Korbachs am Schnittpunkt der Handelswege Heidenstraße (Köln–Leipzig) und Weinstraße (Frankfurt–Bremen) entwickelten sich Handwerk und Handel rasch, und Korbach blühte auf. Das Gebiet der (damaligen) Altstadt reichte bald nicht mehr aus, um alle Einwohner aufzunehmen. Die Kaufleute siedelten sich daher in zwei neuen Städten, der oberen und unteren Neustadt, außerhalb der Stadtgrenzen an, die sich bald zu einer gemeinsamen Stadt vereinigten. Im 14. Jahrhundert wurde in der Altstadt die Kilianskirche erbaut, in der Neustadt die Nikolaikirche.

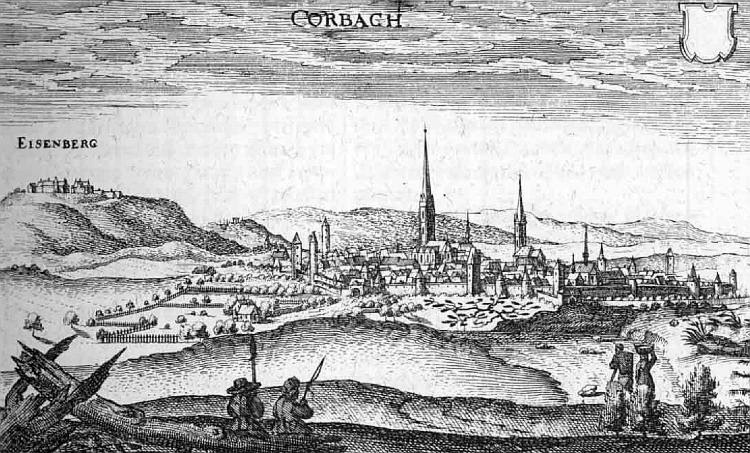
Korbach – Auszug aus der Topographia Hassiae von Matthäus Merian 1655

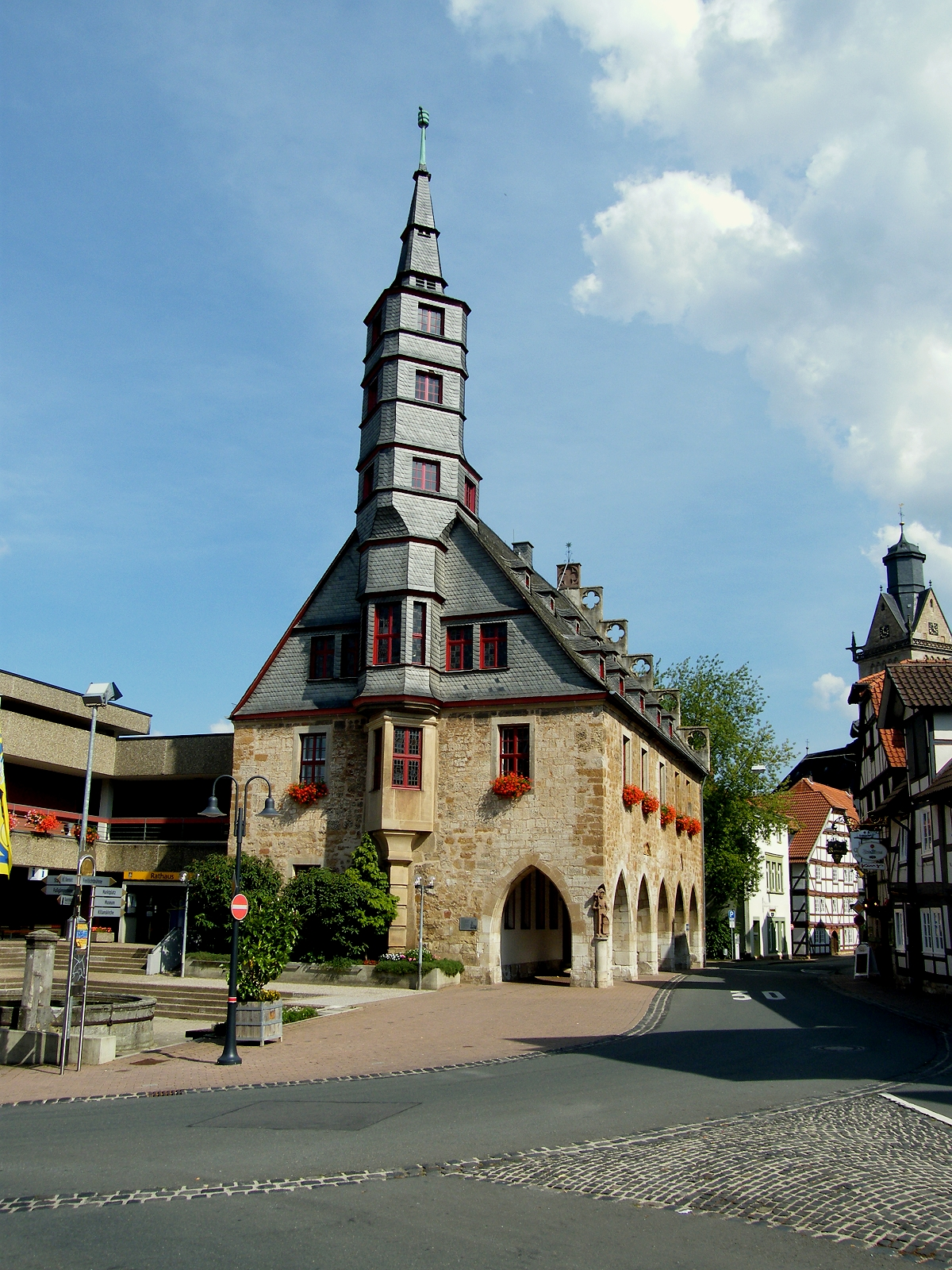
Rathaus auf der Grenze zwischen Altstadt und Neustadt (2010)

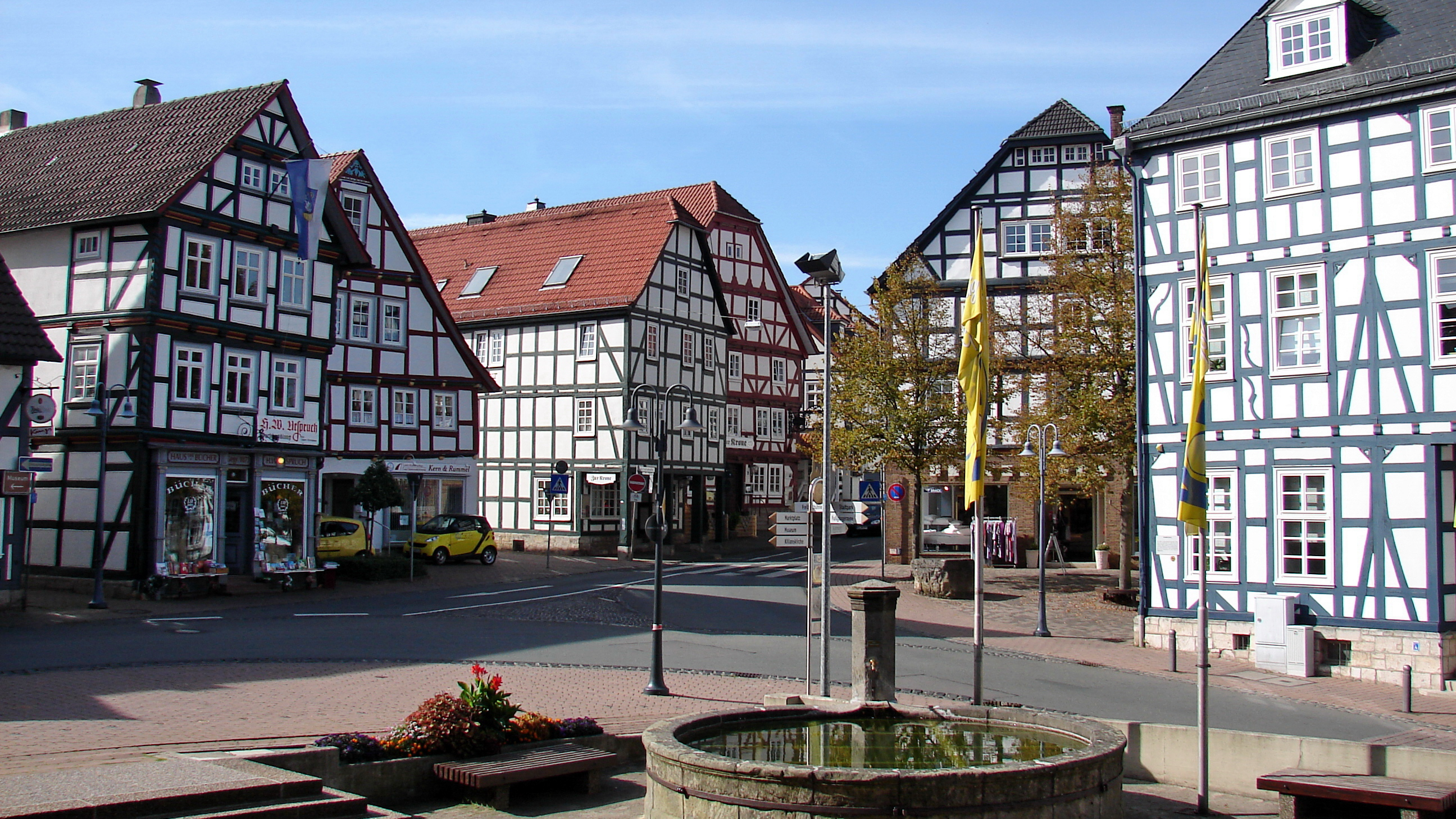
Rathausvorplatz

1349 stiftete der Ritter Heinrich Megdevelt zu seinem und seiner Angehörigen Seelenheil das erste urkundlich erwähnte Hospital der Stadt am  zur Neustadt führenden Tränketor. Dort sollten sechs arme und altersschwache Menschen wohnen und versorgt werden. Das Hospital wurde 1467 aufgrund einer Stiftung erweitert, in der Folge mehrfach erneuert und 1869 an das Enser Tor verlegt und entwickelte sich danach zu einem Alten- und Pflegeheim.
Im Jahr 1349 besuchte Kaiser (damals noch römischer König) Karl IV. die Stadt. Im Jahr 1377 wurden Alt- und Neustadt vereinigt; auf der Grenze zwischen beiden zuvor getrennten Städten entstand das gemeinsame Rathaus, welches sich noch heute dort befindet. 1414 wurde ein doppelter Mauerring, der die gesamte Siedlung umgab, vollendet. Fünf Stadttore bewachten den Zugang zur Stadt: das Tränketor, das Dalwigker Tor, das Enser Tor, das Lengefelder Tor und das Berndorfer Tor. Von diesen ist heute nur noch das Enser Tor erhalten. Die Padberger Fehde von 1413 bis 1418 war der Höhepunkt der langen Grenzstreitigkeiten und wiederholten Übergriffe der Herren von Padberg auf das Gebiet der Grafschaft Waldeck und insbesondere der Stadt Korbach. Mit dieser Fehde fanden die Auseinandersetzungen ein vorläufiges Ende.
Korbach trat der Hanse bei und wurde erstmals 1469 als Mitglied im Hansebund erwähnt. Es war damit eine der geographisch südlichst gelegenen Städte der Hanse. Die Korbacher Kaufleute handelten mit Tuchen, Fellen und Bier, auch mit Gold und anderen Metallen aus der näheren Umgebung. Korbach war die einzige Hansestadt im heutigen Land Hessen. Seit 2013 trägt Korbach wieder den offiziellen Namenszusatz Hansestadt.
Mit der Reformation wurde die Stadt wie die gesamte Grafschaft Waldeck protestantisch. Auch heute ist Korbach noch größtenteils protestantisch, auch wenn seit dem 19. Jahrhundert wieder vermehrt Katholiken in die Stadt zogen und die beiden katholischen Kirchen, die ältere Marienkirche und die moderne Josephskirche, errichteten. Zudem sind die westlichen Stadtteile an der Grenze zu Nordrhein-Westfalen fast vollständig (Hillershausen) oder zu größeren Teilen (Nieder-Schleidern, Eppe) katholisch.
Im Dreißigjährigen Krieg musste Korbach immer wieder hohe Kontributionen an durchziehende Truppen leisten. Am Ende des Krieges war nur noch die Hälfte der Häuser bewohnbar, und die Zahl der Einwohner war von 2600 auf 1100 zurückgegangen. Ein großer Stadtbrand vernichtete 1664 fast alle Wohnhäuser; heute gibt es in Korbach nur ein Fachwerkhaus „Im Katthagen“, das vor diesem Brand, 1593, erbaut wurde. Die gotischen Steinkirchen sowie die steinernen Lagerhäuser hingegen blieben gut erhalten.
Im Siebenjährigen Krieg kam es am 10. Juli 1760 nördlich der Stadt zum  Gefecht bei Korbach zwischen den Franzosen und einer Braunschweigisch-hessisch-britischen Truppe.

### Neuzeit
Erst gegen Ende des 18. Jahrhunderts herrschte wieder bescheidener Wohlstand; eine erste wirtschaftliche Blüte erreichte die Stadt wieder Ende des 19. Jahrhunderts. Hierzu trug vor allem die Eröffnung der Twistetalbahn im Jahr 1893 bei, die mit der Bahnstrecke Volkmarsen–Vellmar ab 1897 eine Verbindung nach Kassel bot. Der in Alleringhausen geborene Louis Peter, Gründer der Peters Union AG in Frankfurt am Main (früher Mitteldeutsche Gummiwarenfabrik L. Peter AG), baute 1907 das Zweigwerk Korbach. Die hannoversche Continental AG übernahm 1929 die Peters Union.
Der Stadt blieben in beiden Weltkriegen größere Schäden erspart. Nach dem Zweiten Weltkrieg nahm die Einwohnerzahl durch Flüchtlinge und Vertriebene aus den ehemaligen deutschen Ostgebieten stark zu.
Am Stadtrand unweit der Bahnstrecke Korbach–Berndorf und der Flechtdorfer Straße stürzte am 29. März 1961 ein F-104 „Starfighter“ der Luftwaffe ab. Dabei kamen keine Menschen zu Schaden. Pilot und Beobachter konnten sich mit dem Schleudersitz retten. Es handelte sich um den ersten Absturz einer F-104 der Bundeswehr.

### Hessische Gebietsreform: Eingemeindungen
Im Zuge der Gebietsreform in Hessen wurden am 1. Juli 1970 die bis dahin selbständigen Gemeinden Alleringhausen, Eppe, Goldhausen, Helmscheid, Hillershausen, Lengefeld, Meineringhausen, Nieder-Schleidern, Rhena und Strothe auf freiwilliger Basis in die Stadt Korbach eingegliedert. Am 31. Dezember 1970 kamen Nieder-Ense, Nordenbeck und Ober-Ense hinzu. Lelbach folgte am 1. Oktober 1971.
Für alle eingegliederten, ehemals eigenständigen, Gemeinden von Korbach wurden Ortsbezirke mit Ortsbeirat und Ortsvorsteher nach der Hessischen Gemeindeordnung gebildet.

### Einwohnerentwicklung
Quelle: Historisches Ortslexikon
| • 1620: | 547 Häuser                 |
| • 1650: | 235 Häuser                 |
| • 1738: | 327 Häuser                 |
| • 1770: | 338 Häuser, 1765 Einwohner |

| Korbach: Einwohnerzahlen von 1770 bis 2015 | Korbach: Einwohnerzahlen von 1770 bis 2015 | Korbach: Einwohnerzahlen von 1770 bis 2015 | Korbach: Einwohnerzahlen von 1770 bis 2015 | Korbach: Einwohnerzahlen von 1770 bis 2015 |
| --- | ------------------------------------------ | ------------------------------------------ | ------------------------------------------ | ------------------------------------------ |
| Jahr |                                            |                                            |                                            | Einwohner                                  |
| 1770 | 1770                                       |                                            | 1.765                                      | 1.765                                      |
| 1800 | 1800                                       |                                            | ?                                          | ?                                          |
| 1834 | 1834                                       |                                            | 2.390                                      | 2.390                                      |
| 1840 | 1840                                       |                                            | 2.439                                      | 2.439                                      |
| 1846 | 1846                                       |                                            | 2.258                                      | 2.258                                      |
| 1852 | 1852                                       |                                            | 2.302                                      | 2.302                                      |
| 1858 | 1858                                       |                                            | 2.292                                      | 2.292                                      |
| 1864 | 1864                                       |                                            | 2.415                                      | 2.415                                      |
| 1871 | 1871                                       |                                            | 2.411                                      | 2.411                                      |
| 1875 | 1875                                       |                                            | 2.442                                      | 2.442                                      |
| 1885 | 1885                                       |                                            | 2.540                                      | 2.540                                      |
| 1895 | 1895                                       |                                            | 2.590                                      | 2.590                                      |
| 1905 | 1905                                       |                                            | 2.859                                      | 2.859                                      |
| 1910 | 1910                                       |                                            | 4.424                                      | 4.424                                      |
| 1925 | 1925                                       |                                            | 5.678                                      | 5.678                                      |
| 1939 | 1939                                       |                                            | 7.731                                      | 7.731                                      |
| 1946 | 1946                                       |                                            | 10.402                                     | 10.402                                     |
| 1950 | 1950                                       |                                            | 12.074                                     | 12.074                                     |
| 1956 | 1956                                       |                                            | 13.530                                     | 13.530                                     |
| 1961 | 1961                                       |                                            | 15.084                                     | 15.084                                     |
| 1967 | 1967                                       |                                            | 16.572                                     | 16.572                                     |
| 1971 | 1971                                       |                                            | 22.895                                     | 22.895                                     |
| 1980 | 1980                                       |                                            | 22.486                                     | 22.486                                     |
| 1990 | 1990                                       |                                            | 22.171                                     | 22.171                                     |
| 1995 | 1995                                       |                                            | 24.033                                     | 24.033                                     |
| 2000 | 2000                                       |                                            | 24.515                                     | 24.515                                     |
| 2005 | 2005                                       |                                            | 24.384                                     | 24.384                                     |
| 2010 | 2010                                       |                                            | 23.581                                     | 23.581                                     |
| 2015 | 2015                                       |                                            | 23.515                                     | 23.515                                     |
| Datenquelle: Historisches Gemeindeverzeichnis für Hessen: Die Bevölkerung der Gemeinden 1834 bis 1967. Wiesbaden: Hessisches Statistisches Landesamt, 1968. Weitere Quellen: Die Zahlen nach 1970 enthalten die im Zuge der Gebietsreform in Hessen eingegliederten Orte. |                                            |                                            |                                            |                                            |

## Politik

### Stadtverordnetenversammlung
Die Kommunalwahl am 14. März 2021 lieferte folgendes vorläufiges Ergebnis, in Vergleich gesetzt zu früheren Kommunalwahlen:
| Stadtverordnetenversammlung – Kommunalwahlen 2021 | Stadtverordnetenversammlung – Kommunalwahlen 2021                                                 |
| --- | ------------------------------------------------------------------------------------------------- |
| Stimmenanteil in %Wahlbeteiligung 45,2 % 403020100 24,7 (± 0,0)23,9 (−7,3)17,7 (+0,1)15,8 (+5,8)10,7 (+1,2)7,2 (+0,2) CDUSPDFWGGrüneFDPDABf20162021Anmerkungen:f Die Aktiven Bürger | SitzverteilungInsgesamt 31 Sitze - SPD: 7 - Grüne: 5 - Aktive Bürger: 2 - FW: 6 - CDU: 8 - FDP: 3 |

| Parteien und Wählergemeinschaften | Parteien und Wählergemeinschaften           | % 2021 | Sitze 2021 | % 2016 | Sitze 2016 | % 2011 | Sitze 2011 | % 2006 | Sitze 2006 | % 2001 | Sitze 2001 |
| --------------------------------- | ------------------------------------------- | ------ | ---------- | ------ | ---------- | ------ | ---------- | ------ | ---------- | ------ | ---------- |
| CDU                               | Christlich Demokratische Union Deutschlands | 24,7   | 08         | 24,7   | 08         | 26,9   | 10         | 32,6   | 12         | 32,3   | 12         |
| SPD                               | Sozialdemokratische Partei Deutschlands     | 23,9   | 07         | 31,2   | 10         | 34,7   | 13         | 36,3   | 13         | 39,9   | 15         |
| FWG                               | Freie Wählergemeinschaft                    | 17,7   | 06         | 17,6   | 05         | 12,4   | 05         | 13,3   | 05         | 12,4   | 05         |
| Grüne                             | Bündnis 90/Die Grünen                       | 15,8   | 05         | 10,0   | 03         | 17,3   | 06         | 7,7    | 03         | 5,7    | 02         |
| FDP                               | Freie Demokratische Partei                  | 10,7   | 03         | 9,5    | 03         | 6,7    | 02         | 6,8    | 03         | 6,3    | 02         |
| Die Aktiven Bürger                | Die Aktiven Bürger                          | 7,2    | 02         | 7,0    | 02         | —      | —          | —      | —          | —      | —          |
| REP                               | Die Republikaner                            | —      | —          | —      | —          | 1,9    | 01         | 3,3    | 01         | 3,4    | 01         |
| Gesamt                            | Gesamt                                      | 100,0  | 31         | 100,0  | 31         | 100,0  | 37         | 100,0  | 37         | 100,0  | 37         |
| Wahlbeteiligung in %              | Wahlbeteiligung in %                        | 45,2   | 45,2       | 45,1   | 45,1       | 45,3   | 45,3       | 44,9   | 44,9       | 51,9   | 51,9       |

### Bürgermeister
Nach der hessischen Kommunalverfassung wird der Bürgermeister für eine sechsjährige Amtszeit gewählt, seit dem Jahr 1993 in einer Direktwahl, und ist Vorsitzender des Magistrats, dem in der Kreis- und Hansestadt Korbach neben dem Bürgermeister ehrenamtlich ein Erster Stadtrat und sieben weitere Stadträte angehören. Bürgermeister ist seit dem 1. Februar 2025 der parteiunabhängige Stefan Kieweg. Er wurde als Nachfolger von Klaus Friedrich, der nach vier Amtszeiten nicht wieder kandidiert hatte, am  9. Juni 2024 im ersten Wahlgang bei 62,2 Prozent Wahlbeteiligung mit 58,8 Prozent der Stimmen gewählt.
Amtszeiten der Bürgermeister
- 2025–2031 Stefan Kieweg[26]
- 2001–2025 Klaus Friedrich[27]
- 1977–2001 Wolfgang F. Bonhage (SPD)[30]
- 1967–1976 Horst Bökemeier (SPD)[30]
- 1948–1967 Paul Zimmermann (CDU)
- 1946–1948 Erich Schnitzler
- 1945–1946 Wiegand Pitz
- 1927–1945 Paul Zimmermann

Eine separate Liste der Bürgermeister von Korbach reicht zurück bis in das Jahr 1255.

### Wappen
| Wappen von Korbach | Blasonierung: „Geteilt von Blau und Gold, oben ein wachsender, hersehender Bischof im silbernen Ornat mit goldenem Besatz, Buch und Stab in den Händen haltend, unten ein unterhalber, schwarzer, achtstrahliger Stern.“ |
| Wappen von Korbach | Wappenbegründung: Das Wappen leitet sich vom ältesten Siegel der Stadt ab, das seit 1236 bekannt ist. Die Stadtrechte wurden der Stadt 1188 von den Paderborner Bischöfen verliehen, denen das Gebiet gehörte. Der obere Teil des Wappens zeigt somit einen Bischof von Paderborn. Oft wird angenommen, dass es sich bei der Figur um den Stadtpatron St. Kilian handelt, doch die Figur zeigt höchstwahrscheinlich Bischof Wilbrand von Paderborn, der sich 1227, etwa zur Zeit der Entstehung des Siegels, von den Korbacher Bürgern zum Landeshauptmann vereidigen ließ. Der untere Teil des Wappens zeigt den Waldecker Stern. Die Grafen von Schwalenberg-Waldeck regierten die Stadt seit 1227 als Vasallen der Bischöfe. In späteren Siegeln wurde das Wappenbild auf einem Schild platziert und der Stern zu einem achtzackigen Stern gemacht, wie im Wappen der Grafen. Das zweite seit 1265 bekannte Siegel zeigt den Bischof ohne Buch und mit dem Stab in der linken Hand. Im dritten Siegel, das seit 1377 bekannt ist, hält der Bischof wieder ein Buch. Das Wappen hat sich seitdem im Grunde nicht verändert und die Farben wurden 1947 endgültig festgelegt. |

### Städtepartnerschaften
Seit 1963 unterhält Korbach eine Städtepartnerschaft mit dem französischen Avranches im Département Manche. Als weitere Partnerstadt folgte nach der Wiedervereinigung 1990 das thüringische Waltershausen. Weiterhin pflegt Korbach Partnerschaften mit dem polnischen Pyrzyce (Pyritz) und dem tschechischen Vysoké Mýto (Hohenmauth).

## Verkehr

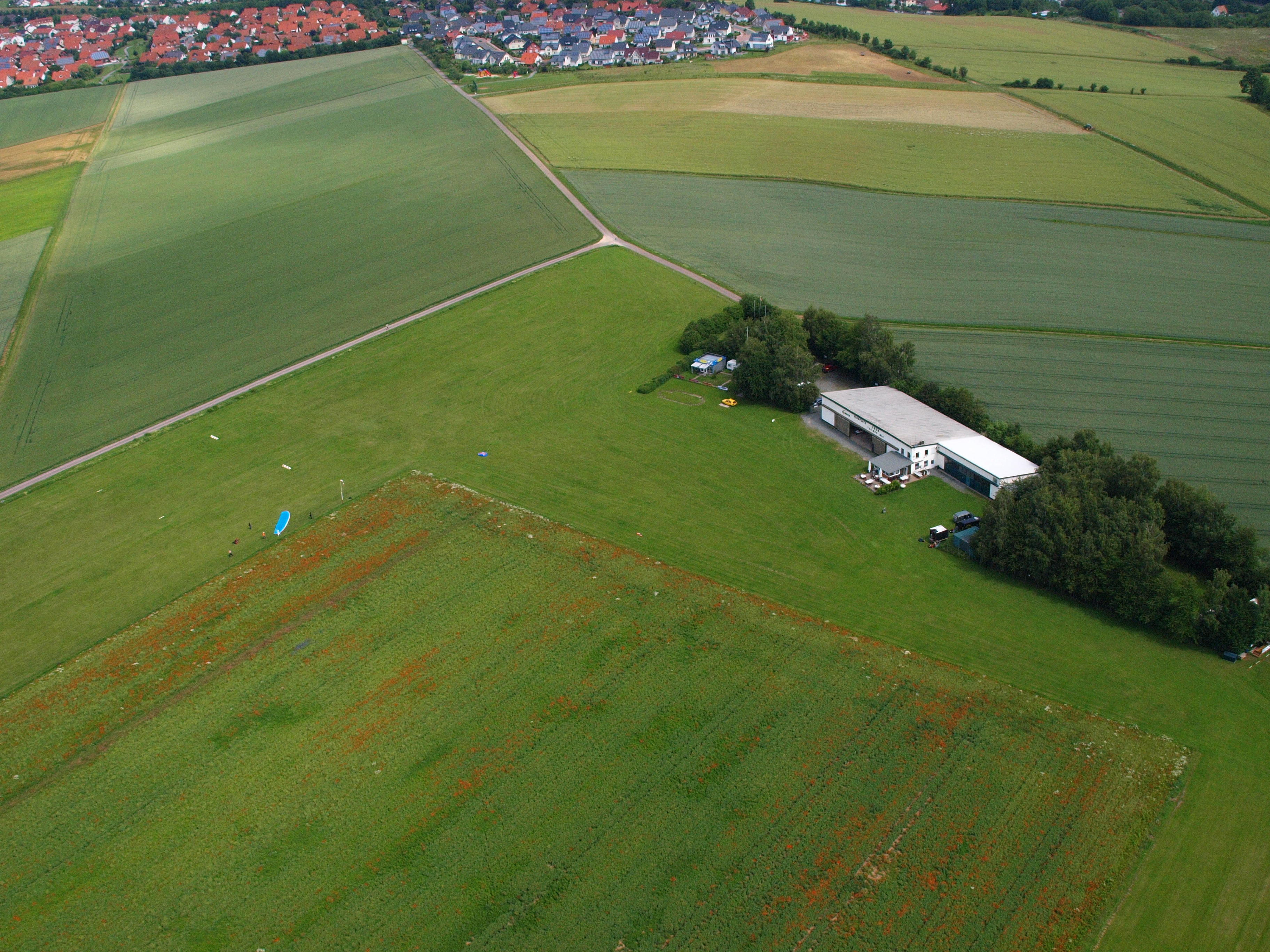
Korbach, Flugplatz

Korbach liegt an den Bundesstraßen 251 (Kassel–Brilon) und 252 (Marburg–Paderborn), die sich auf der Korbacher Umgehungsstraße kurzzeitig überschneiden. Ein direkter Anschluss an das Autobahnnetz besteht auf dem Stadtgebiet nicht; die nächsten Autobahnanschlüsse sind an der A 44 bei Diemelstadt bzw. Zierenberg, jeweils etwa 30 km entfernt. Die Stadt ist zudem über Landesstraßen mit Medebach und Diemelsee verbunden.

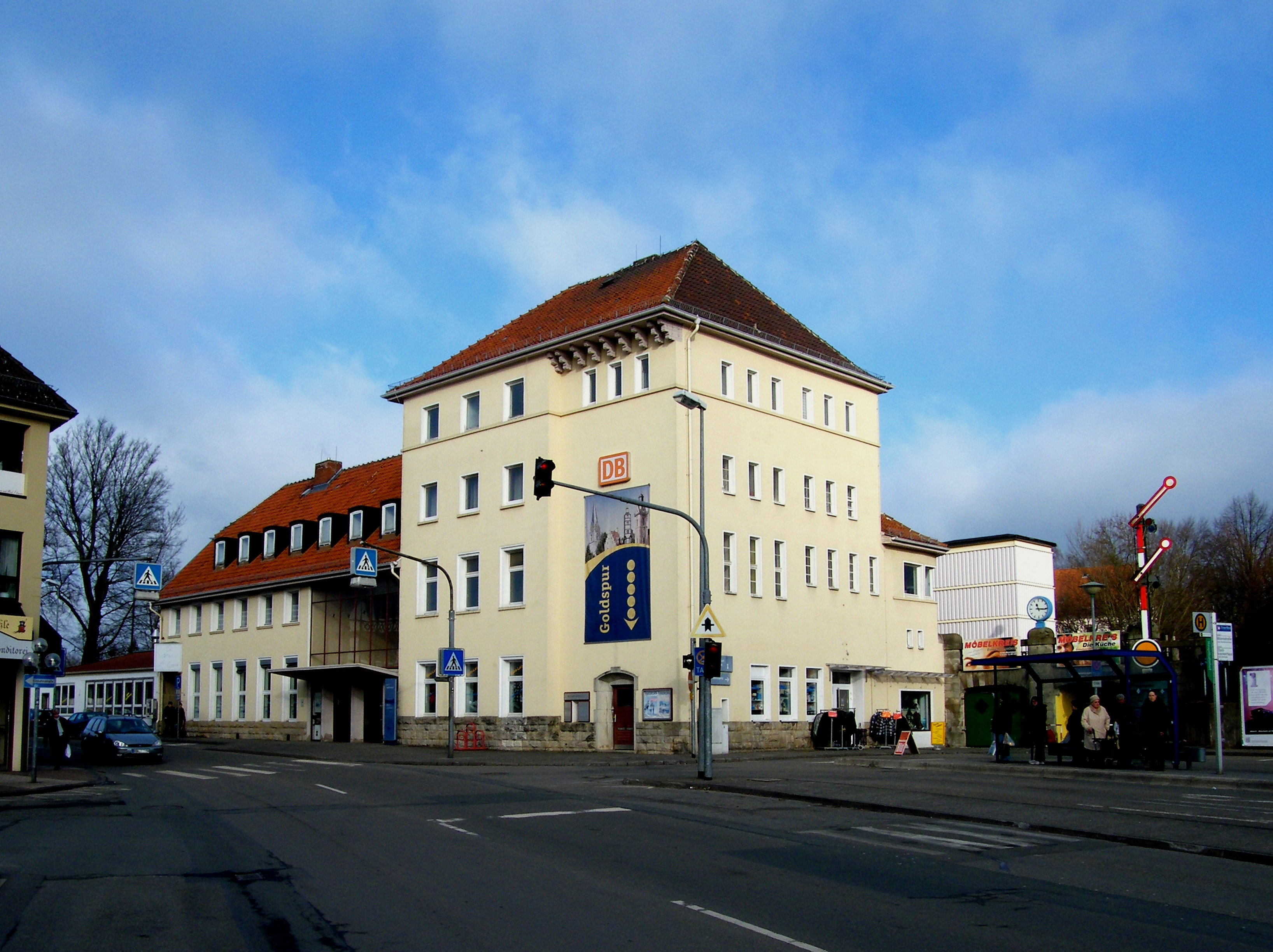
Korbach Hauptbahnhof

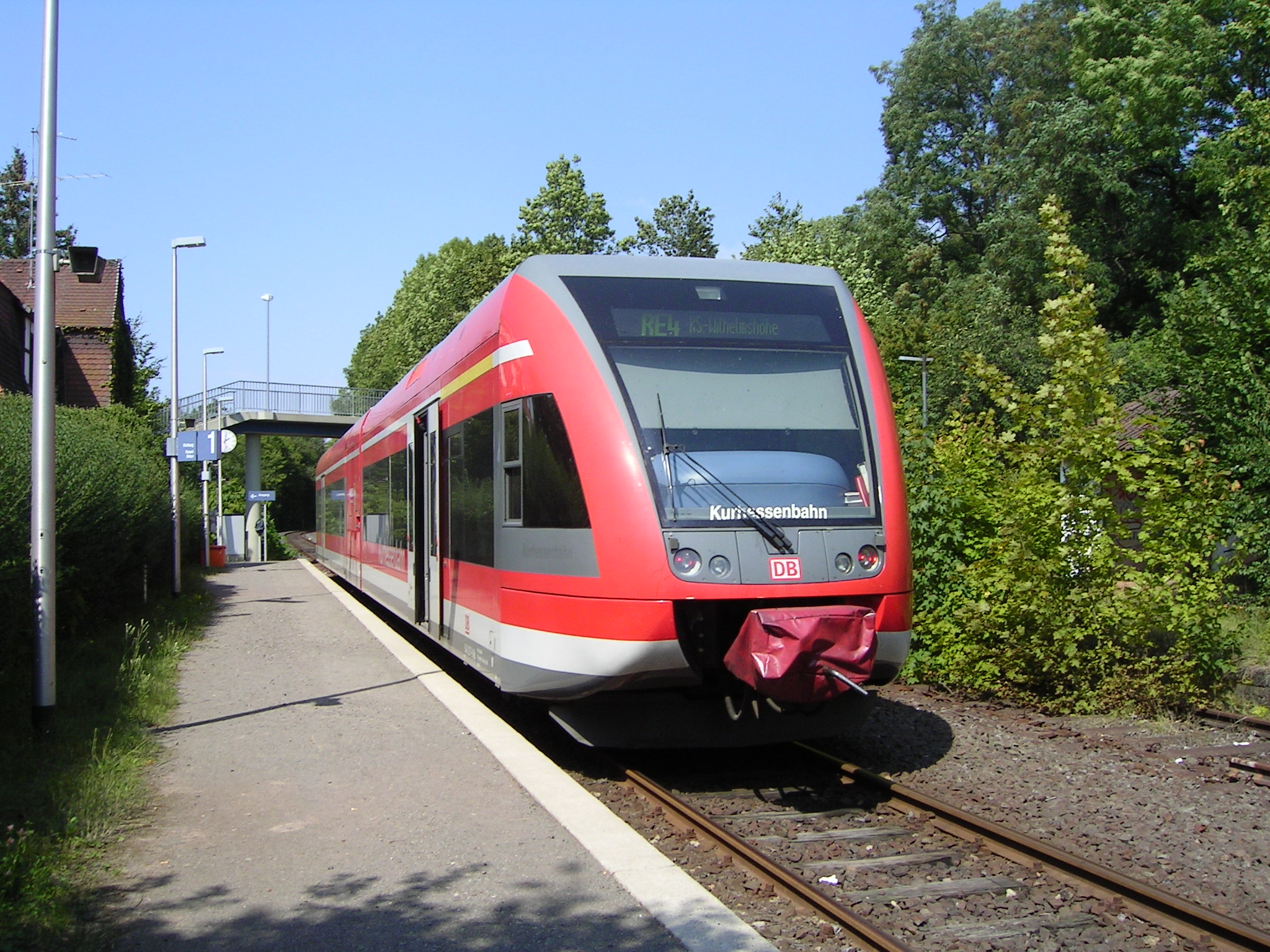
Korbach Süd; rechts im Gebüsch das ehemalige Gleis nach Bad Wildungen

Der Korbacher Hauptbahnhof (seit 2018 offiziell als solcher bezeichnet) ist ein Eisenbahnknotenpunkt, an dem sich heute drei Eisenbahnstrecken treffen: eine nach Nordwesten, die als Uplandbahn über Willingen nach Brilon-Wald führt; eine nach Süden, die über Frankenberg nach Marburg (Untere Edertalbahn und Burgwaldbahn) verläuft; und eine nach Nordosten, die als Teil der Bahnstrecke Warburg–Sarnau und eines Abzweiges über Volkmarsen nach Kassel führt.
Eine vierte Strecke führte früher nach Südosten über Waldeck nach Wabern. Sie ist als Ederseebahn im Abschnitt Korbach−Bad Wildungen stillgelegt; zwischen Korbach und Buhlen befindet sich nun der Ederseebahn-Radweg, der von 2008 bis 2012 angelegt wurde.
Die Strecke nach Kassel wurde am 4. Oktober 1998 wiedereröffnet (damals eines der ersten Beispiele für Streckenreaktivierung). Die 31 Kilometer lange Strecke Korbach–Frankenberg wurde Ende der 1980er Jahre stillgelegt. Der kurze Abschnitt von Korbach bis Korbach Süd wurde bereits ab 29. September 1999 wieder befahren. Seit dem 11. September 2015 ist die gesamte Untere Edertalbahn von Korbach bis Frankenberg, die auch den Nationalpark Kellerwald-Edersee anbindet, wieder in Betrieb.
Bis in die 1980er Jahre bestanden durchgehende Fernzugverbindungen unter anderem nach Amsterdam, Hamburg und Frankfurt am Main.
Korbach hat, für eine Stadt dieser Größe bemerkenswert, zwei Bahnhöfe an derselben Eisenbahnstrecke, die beide in Betrieb sind. Um die Altstadt und die Südoststadt besser erreichbar zu machen, entstand 1,5 km südlich des Hauptbahnhofs der Haltepunkt „Korbach Süd“. Trotz Modernisierungsmaßnahmen entlang der Bahnstrecke nach Kassel sind die Folgen der früheren Stilllegung noch spürbar. Zudem stellt die Streckenführung über Bad Arolsen und Volkmarsen einen beachtlichen Umweg dar.
Im Jahr 1997 wurde in Korbach ein Stadtbus-Konzept mit mittlerweile fünf sich teilweise überschneidenden Ringlinien eingeführt. Diese Busse fahren im 40-Minuten-Takt und treffen sich dabei alle 20 Minuten am Hauptbahnhof. Wichtige Fahrziele, wie zum Beispiel die Innenstadt, das Stadtkrankenhaus oder das Schulzentrum sind an mehrere Linien angeschlossen.
In Korbach gibt es einen Flugplatz mit Gastronomie. Neben einer 600 m langen Graspiste für Sportflugzeuge steht eine 200 m lange Bahn für den Gleitschirmbetrieb zur Verfügung. Der Flugplatz, einer der ältesten in Deutschland, ist ein beliebtes Ausflugsziel und wird jährlich von hunderten Piloten aus ganz Europa angesteuert.

## Schulen
- Alte Landesschule Korbach (ALS), Gymnasium
- Berufliche Schulen Korbach und Bad Arolsen (BSK):
  - Berufliches Gymnasium
  - Fachoberschule
  - Berufsfachschule
  - Bildungsgänge zur Berufsvorbereitung
  - Fachschule
  - Berufsschule
- Ev. Fröbelseminar Korbach:
  - Fachschule für Sozialpädagogik
  - Höhere Berufsfachschule für Sozialassistenz
- Louis-Peter-Schule Korbach (LPS), Mittelstufenschule
- Westwallschule, Grundschule
- Marker Breite, Grundschule
- Humboldtschule, Grundschule und Förderstufe
- Berliner Schule, Grundschule
- Schule am Enser Tor, Förderschule
- Paul-Zimmermann-Schule, Förderschule

## Kultur und Sehenswürdigkeiten

### Baudenkmäler

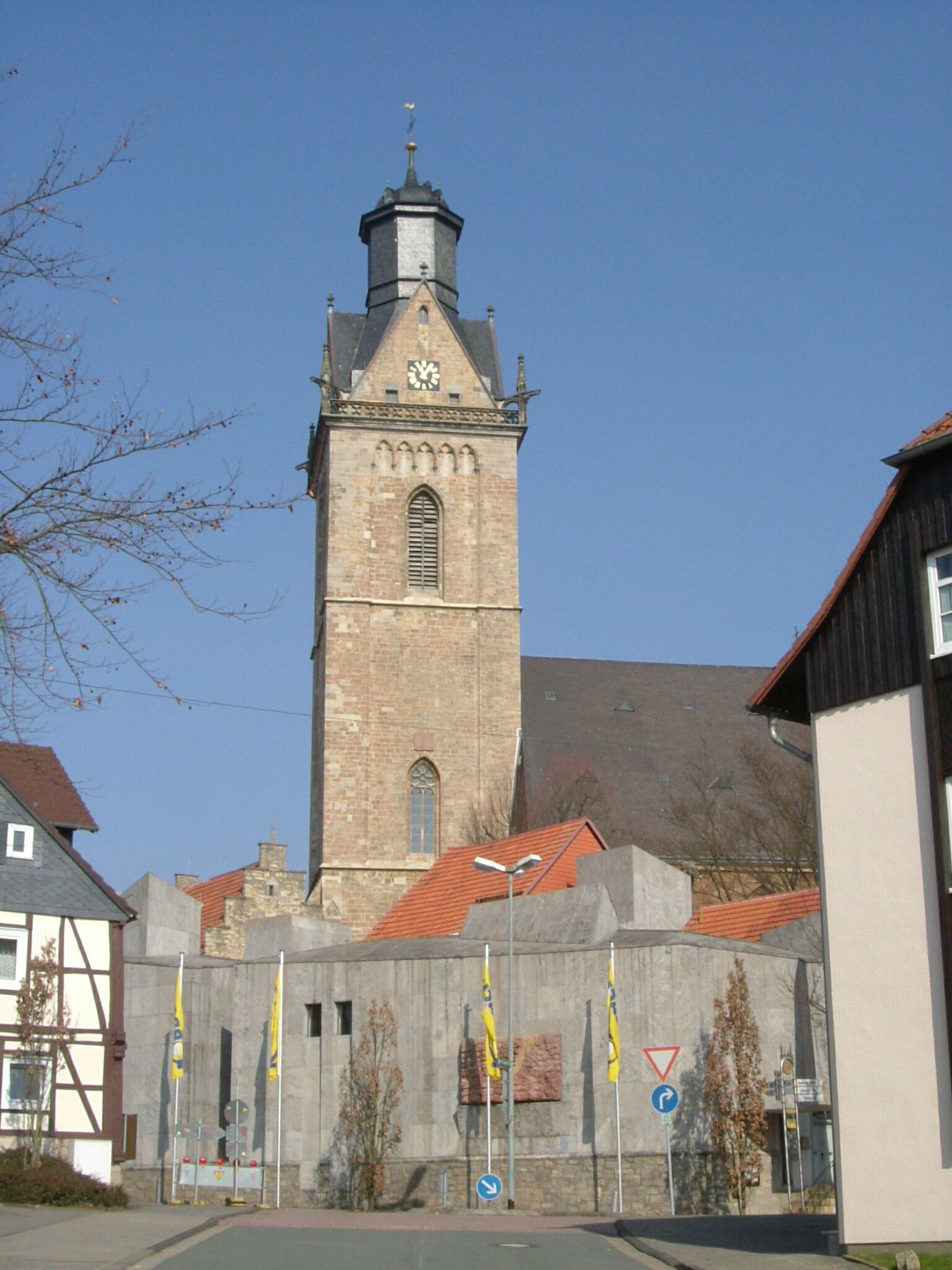
Kilianskirche

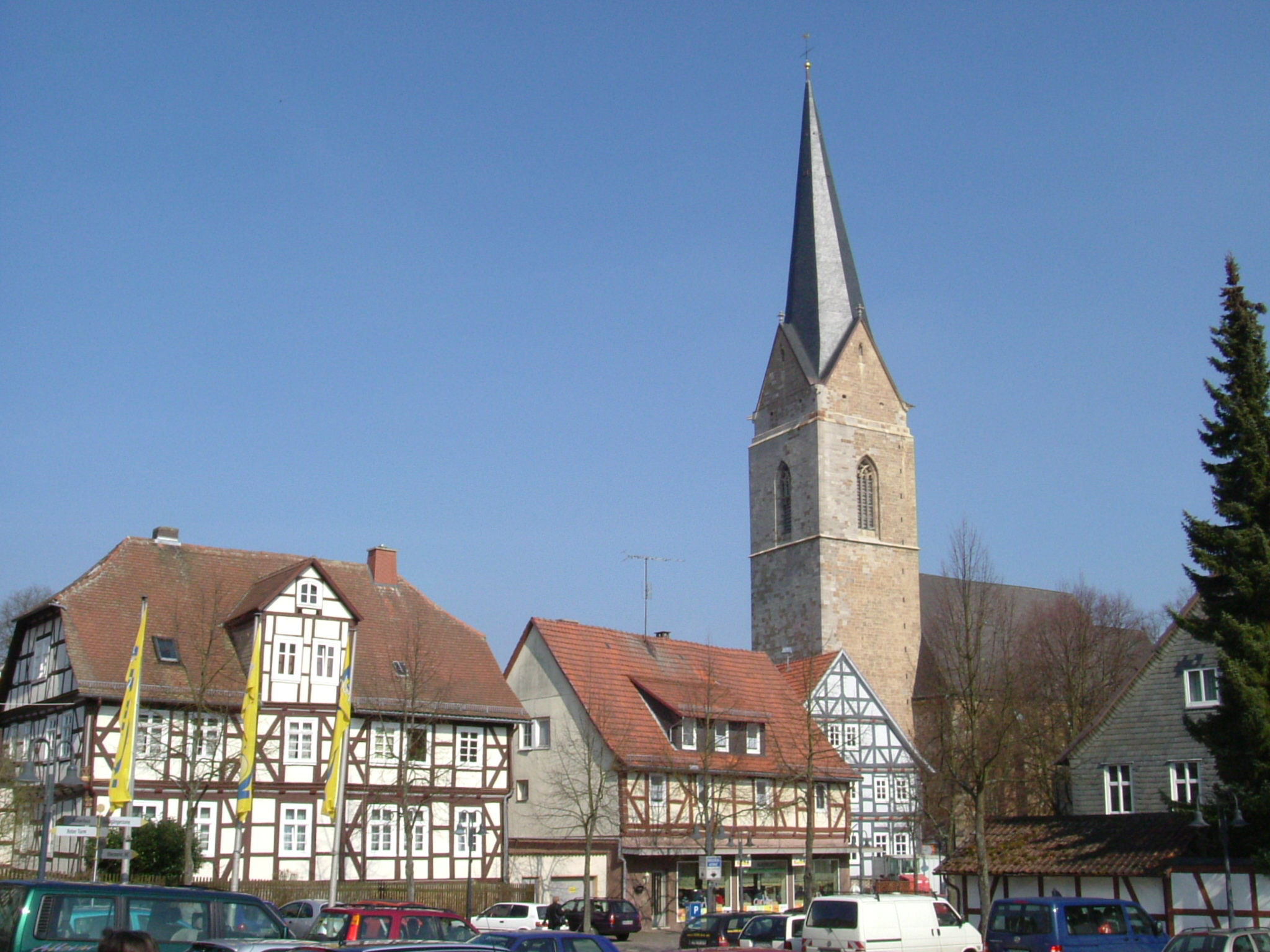
Nikolaikirche

- Kilianskirche (1450) und Nikolaikirche (1460) – gut erhaltene gotische Hallenkirchen, die von den Bürgern der Altstadt (St. Kilian) und der Neustadt (St. Nikolai) im friedlichen Wettbewerb errichtet wurden. Die Kilianskirche ist reicher geschmückt als die Nikolaikirche. Sehenswert sind in beiden Kirchen je ein Altar des Korbacher Franziskanermalers, in der Nikolaikirche das prunkvolle Wandgrab (Epitaph) aus Alabaster, Marmor und Kalkstein für Fürst Georg Friedrich von Waldeck sowie an der Kilianskirche das Südportal. Der Turm der Kilianskirche kann bestiegen werden.
- Kloster Korbach – 1487 als Franziskaner-Observanten-Kloster gegründet, aber bereits 1546/1566 wieder aufgelöst. 1579 gründeten die Waldecker Grafen in dem ehemaligen Kloster ein seit Jahren geplantes Landesgymnasium, die Alte Landesschule.
- Alte Landesschule: Das Korbacher Gymnasium, als humanistische Gelehrtenschule 1579 von den Waldecker Grafen gegründet und insbesondere in seiner Frühzeit enge Beziehungen zur Universität Marburg (gegründet 1527) unterhaltend, befand sich über fast 400 Jahre bis 1971 an dem Standort des ehemaligen Franziskaner-Observanten-Klosters in der Klosterstraße. 1971 wurde ein Neubau in der Solinger Straße bezogen. Der Name „Alte Landesschule“ blieb erhalten. Das Gymnasium ist eines der ältesten, noch heute im Betrieb befindlichen in Hessen. Heute ist in den Gebäuden ein Teil der Beruflichen Schulen Korbach/Bad Arolsen untergebracht.
- Freilichtbühne Korbach e. V. – Freilichttheater mit Bühne im Schießhagen. Jährlich werden von den ca. 150 aktiven Mitgliedern zwei Stücke inszeniert, jeweils ein Abendstück für Erwachsene und ein Kinderstück. Neben der Spielzeit im Sommer sind die Mitglieder auch bei anderen Veranstaltungen, wie etwa dem mittelalterlichen Markt im Herbst, engagiert.
- Die für Besucher zugängliche Korbacher Spalte, an der Küste des urzeitlichen Zechsteinmeeres. Die Korbacher Spalte ist weltweit eine der bedeutendsten Fundstätten für Fossilien aus der Permzeit. Die wichtigsten Funde sind säugetierähnliche Reptilien (Therapsiden), die als Bindeglied zwischen Reptilien und Säugetieren anzusehen sind und als Vorläufer der Säugetiere, aber auch der Dinosaurier gelten. Einzigartig auf dem europäischen Festland sind Fossilien des Procynosuchus, welche die Existenz des zusammenhängenden Superkontinentes Pangäa wissenschaftlich untermauern.
- Das Wolfgang-Bonhage-Museum Korbach ist das Korbacher Heimatmuseum neben der Kilianskirche. Es wurde in den 1990er Jahren saniert und erweitert und bietet Informationen über die Stadtgeschichte, den Goldbergbau im Eisenberg und die Korbacher Spalte.
- Ein nachgebauter mittelalterlicher Pranger auf dem alten Markt der Altstadt.
- In Teilen gut erhaltene Stadtmauer und eine restaurierte Altstadt mit vielen Fachwerkhäusern; am Rathaus von 1377[10] befindet sich eine der in Hessen seltenen Rolandstatuen.[31]

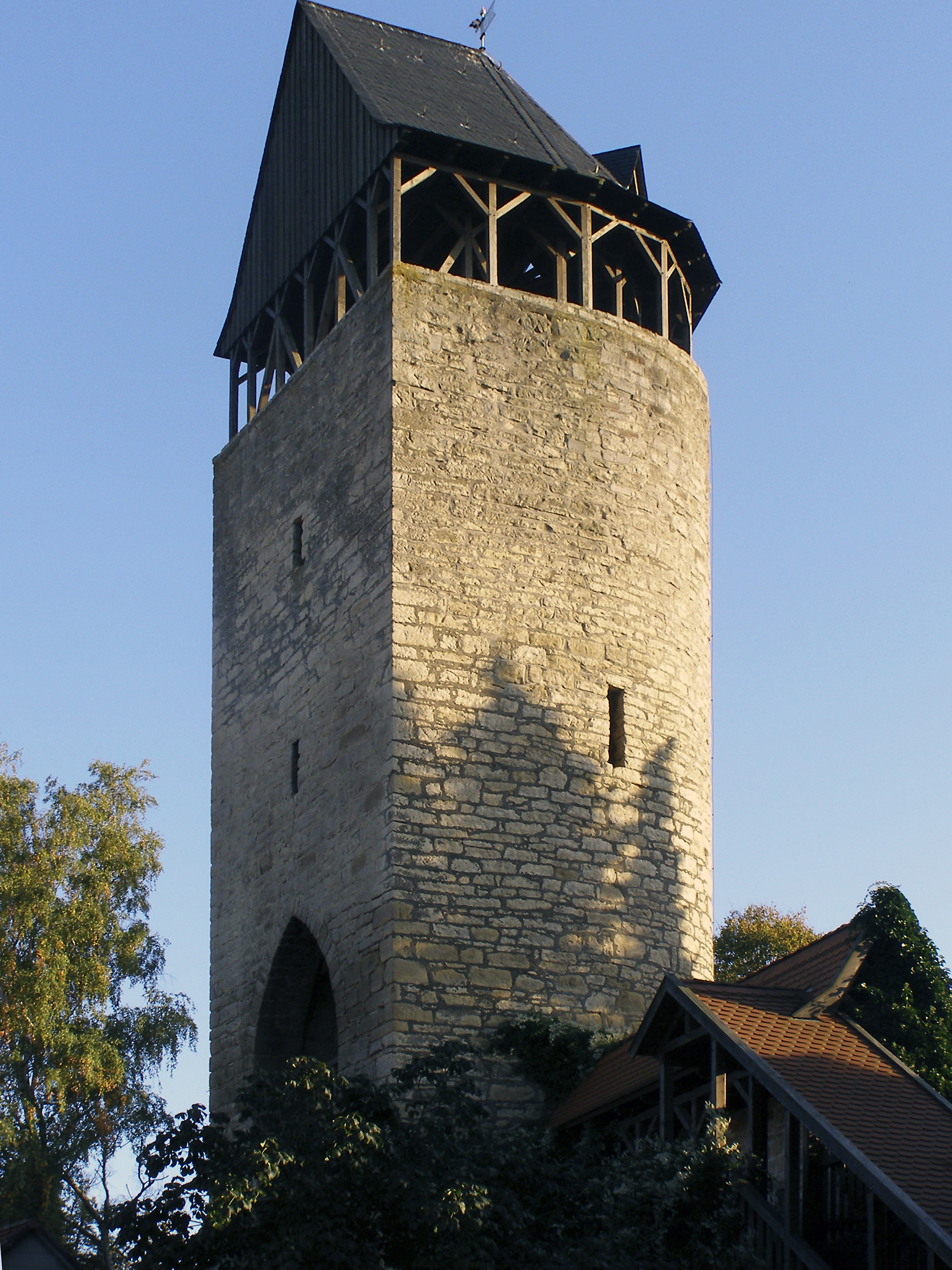
Tylenturm

- Der Tylenturm ist ein mittelalterlicher Wehrturm aus dem späten 13. oder frühen 14. Jahrhundert. Nachdem er 1996 wieder sein typisches Dach sowie einen Treppenaufgang erhalten hat, wird der etwa 31 m[32] hohe Turm heute als Aussichtsturm genutzt.
- Der ebenfalls mittelalterliche Wollweberturm; er beherbergt heute ein Restaurant.
- Die Kümpe, mittelalterliche Brunnen, die zur Wasserversorgung der Stadt dienten. Vier Brunnen sind heute noch erhalten: in der Lengefelderstraße (sogenannter Feldhühnerchenbrunnen), an der Kilianskirche, am Rathaus und auf dem alten Markt. Die heutigen Steinkümpe sind allerdings Schöpfungen des 19. Jahrhunderts.
- Mehrere mittelalterliche Steinhäuser (Lagerhäuser)
- Der Bronze-„Nachtwächter“ in der Fußgängerzone
- Die Dalwigker Warte südöstlich von Korbach nahe dem Ortsteil Meineringhausen ist ein 11 m[32] hoher früherer Wartturm, der nach einer Renovierung in den 1990er Jahren als Aussichtsturm bestiegen werden kann.[33]
- Die Burgruine Eisenberg (mit Georg-Viktor-Turm, einem 22,5 m hohen Aussichtsturm und Goldlehrpfad),
- Ein Goldbergwerk aus dem 12.–17. Jahrhundert am Eisenberg ist heute ein Besucherbergwerk.

### Öffentliche Einrichtungen
- Amtsgericht Korbach
- Stadtbücherei
- Jugendhaus
- Freibad
- Hallenbad
- Kino

### Feste
- Frühlingsfest (April)
- Hansemarkt (Mai)
- Freischießen (Juni), dreijährlich
- Altstadt-Kulturfest (Juni/Juli)
- Hansefestival (Anfang September)
- historischer mittelalterlicher Markt (Oktober)
- Korbacher Sternstunden (Anfang November)
- Korbacher Adventsmarkt (Dezember)
- Hessentag 1997 und 2018